# Angus (Texas)
Angus é uma cidade localizada no estado norte-americano de Texas, no Condado de Navarro.

## Demografia
Segundo o censo norte-americano de 2000, a sua população era de 334 habitantes. 
Em 2006, foi estimada uma população de 394, um aumento de 60 (18.0%).

## Geografia
De acordo com o United States Census Bureau tem uma área de 
8,6 km², dos quais 8,5 km² cobertos por terra e 0,1 km² cobertos por água.

## Localidades na vizinhança
O diagrama seguinte representa as localidades num raio de 12 km ao redor de Angus. 